# Dame-Marie (Orne)
Pour les articles homonymes, voir Marie et Dame-Marie.
Dame-Marie est une commune française, située dans le département de l'Orne en région Normandie, peuplée de 156 habitants.

## Géographie
Dame-Marie se situe dans la région naturelle du Perche et se trouve au cœur du parc naturel régional du Perche que la commune a intégré à l'issue d'un vote le 24 novembre 2008.
Son territoire s'étend au nord jusqu'au lieu-dit la Guinière, à l'est jusqu'aux lieux-dits la Liardière et la Borde, au sud le Haut Tertre et les Graciers et à l'ouest le Boulay, le Clos Rohard et la Renardière.
La commune est traversée par la D 955 (ancienne route nationale 155) qui va de Bellême à Nogent-le-Rotrou et est desservie par la D 295.

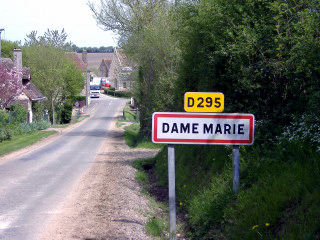
Panneau de Dame-Marie sur la D 295.

| Sérigny                                 | Saint-Jean-de-la-Forêt | Saint-Jean-de-la-Forêt |
| Sérigny                                 | Dame-Marie             | Saint-Aubin-des-Grois  |
| Appenai-sous-Bellême, La Chapelle-Souëf | Saint-Cyr-la-Rosière   | Saint-Cyr-la-Rosière   |

### Hydrographie
La commune est située dans le bassin Loire-Bretagne. Elle est drainée par la Rozière, le ruisseau de Dame-marie, le ruisseau de Grand-fontaine, le ruisseau de la Bulardière, le ruisseau de la Ganchonnière et  et un autre petit cours d'eau,.
La Rozière, d'une longueur de 12 km, prend sa source dans la commune de Perche en Nocé et se jette  dans la Coudre à La Chapelle-Souëf, après avoir traversé cinq communes. 

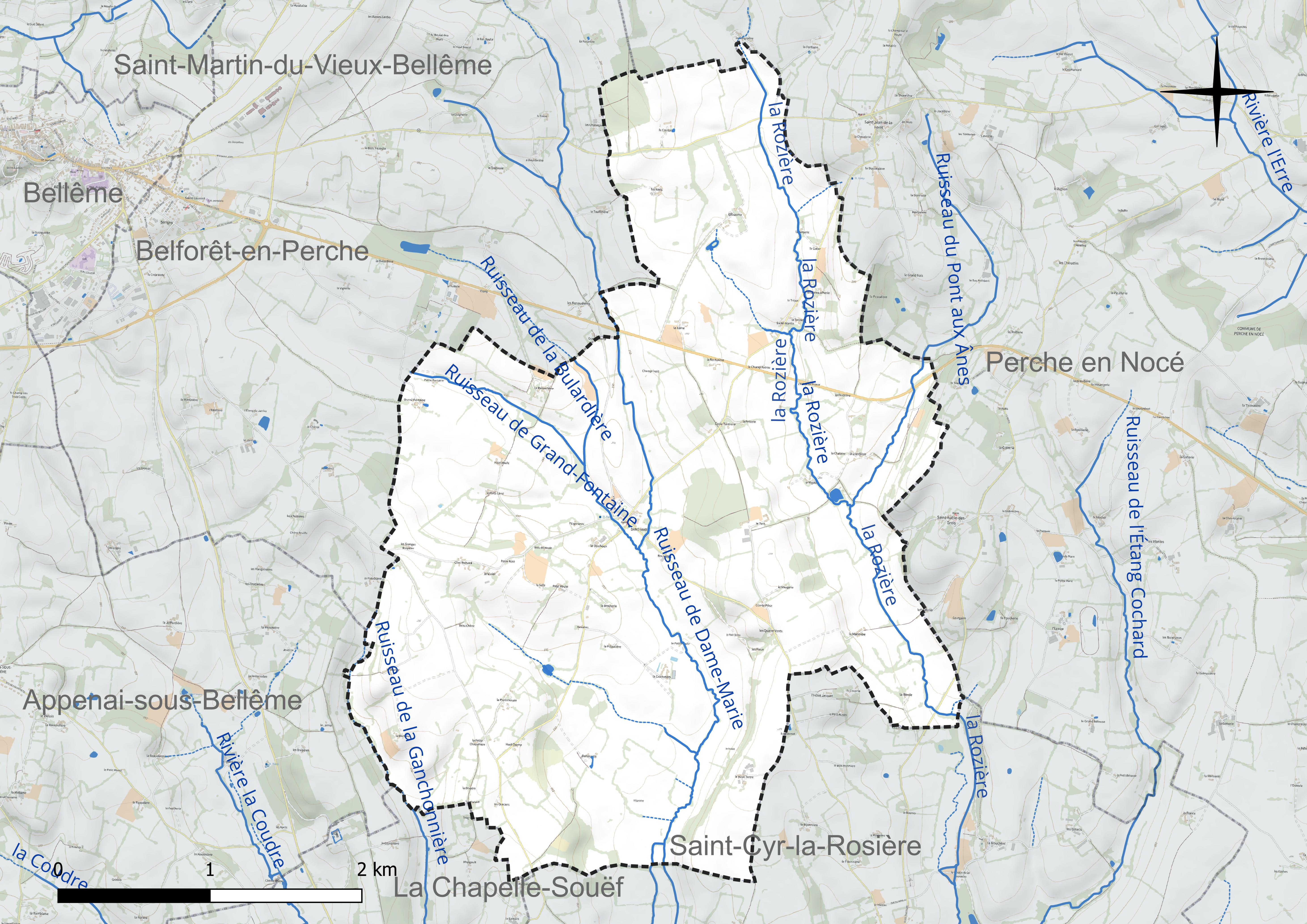
Réseau hydrographique de Dame-Marie.

### Climat
Pour des articles plus généraux, voir Climat de la Normandie et Climat de l'Orne.
En 2010, le climat de la commune est de type climat océanique dégradé des plaines du Centre et du Nord, selon une étude du CNRS s'appuyant sur une série de données couvrant la période 1971-2000. En 2020, Météo-France publie une typologie des climats de la France métropolitaine dans laquelle la commune est exposée à un climat océanique altéré et est dans la région climatique Normandie (Cotentin, Orne), caractérisée par une pluviométrie relativement élevée (850 mm/a) et un été frais (15,5 °C) et venté. Parallèlement le GIEC normand, un groupe régional d’experts sur le climat, différencie quant à lui, dans une étude de 2020, trois grands types de climats pour la région Normandie, nuancés à une échelle plus fine par les facteurs géographiques locaux. La commune est, selon ce zonage, exposée à un « climat contrasté des collines », correspondant au Pays d'Ouche et au Perche et bénéficiant d’un caractère continental affirmé avec des précipitations atténuées et des amplitudes thermiques fortes.
Pour la période 1971-2000, la température annuelle moyenne est de 10,5 °C, avec une amplitude thermique annuelle de 14,1 °C. Le cumul annuel moyen de précipitations est de 743 mm, avec 11,8 jours de précipitations en janvier et 7,8 jours en juillet. Pour la période 1991-2020, la température moyenne annuelle observée sur la station météorologique la plus proche, située sur la commune de Perche en Nocé à 6 km à vol d'oiseau, est de 11,3 °C et le cumul annuel moyen de précipitations est de 747,8 mm,. Pour l'avenir, les paramètres climatiques de la commune estimés pour 2050 selon différents scénarios d’émission de gaz à effet de serre sont consultables sur un site dédié publié par Météo-France en novembre 2022.

## Urbanisme

### Typologie
Au 1er janvier 2024, Dame-Marie est catégorisée commune rurale à habitat très dispersé, selon la nouvelle grille communale de densité à sept niveaux définie par l'Insee en 2022. Elle est située hors unité urbaine et hors attraction des villes,.

### Occupation des sols
L'occupation des sols de la commune, telle qu'elle ressort de la base de données européenne d’occupation biophysique des sols Corine Land Cover (CLC), est marquée par l'importance des territoires agricoles (98,1 % en 2018), une proportion identique à celle de 1990 (98,1 %). La répartition détaillée en 2018 est la suivante : terres arables (59,2 %), prairies (38,9 %), forêts (1,9 %). L'évolution de l’occupation des sols de la commune et de ses infrastructures peut être observée sur les différentes représentations cartographiques du territoire : la carte de Cassini (XVIIIe siècle), la carte d'état-major (1820-1866) et les cartes ou photos aériennes de l'IGN pour la période actuelle (1950 à aujourd'hui).

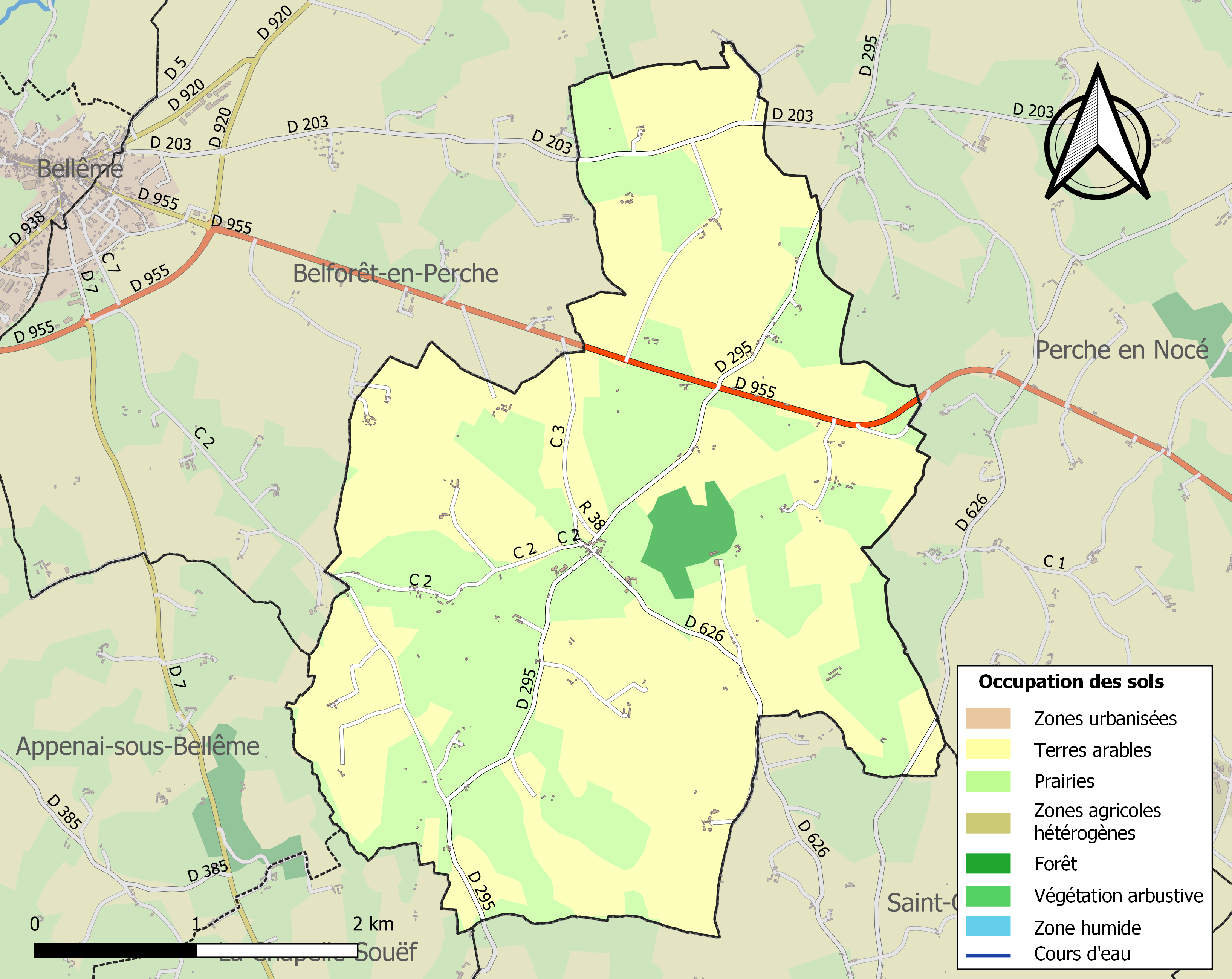
Carte des infrastructures et de l'occupation des sols de la commune en 2018 (CLC).

## Toponymie
L'hagiotoponyme caché de la localité est attesté sous la forme parocchia Dogne Marie en 1247.
En bas latin, le terme dominus/domina était utilisé devant un nom de personne pour l'honorer, avant d'utiliser le mot saint. Il s'agit donc d'un équivalent de Notre-Dame ou de sainte Marie.
Le gentilé est Dominomarien.

## Histoire

### Le prieuré de Dame-Marie
En 1023, Albert de la Ferté Vidame fonde un prieuré sur le domaine hérité de sa mère Godehilde. En mémoire de Godehilde, que l'on appelait Dame Marie, son nom fut donné au prieuré. Albert confie sa fondation à l'abbaye de Jumièges. Des difficultés financières l'obligent à aliéner sa terre à l'abbaye de Saint Maximim d'Orléans. La construction ne put être achevée qu'en 1026. Malgré la richesse du domaine comprenant des étangs et des forêts le prieuré reste pauvre jusqu'au XVe siècle.
La fin de la guerre de Cent Ans marque le début d'une nouvelle ère : transformation du logis du prieur, construction de la ferme et de son porche, de la bergerie, des écuries, de la grange et enfin du moulin. Cet ensemble cohérent constitue aujourd'hui le cœur du bourg.
Les moines quittèrent le prieuré entre 1701 et 1789. Vendus comme biens nationaux en 1792, le prieuré et ses dépendances sont alors acquis en communauté par le baron Jean-Baptiste Patu de Saint Vincent, magistrat à Paris, par son frère et par le bailli de Bellême.
En 1867, la commune fait l'acquisition du prieuré, les autres bâtiments sont achetés par des propriétaires locaux. L'église fut remaniée à la fin du XIXe siècle par la construction d'un clocher puis, par l'ajout d'une sacristie. Le logis prieural servit de presbytère de 1873 à 1925 et fut partiellement détruit par un incendie en 1944. La commune en fit plus tard sa salle des fêtes.

### Fusion
En 1812, Dame-Marie (468 habitants en 1806) absorbe Saint-Martin-du-Douet (185 habitants), au nord-est du territoire.

## Politique et administration
Le conseil municipal est composé de onze membres dont le maire et deux adjoints.

## Démographie
L'évolution du nombre d'habitants est connue à travers les recensements de la population effectués dans la commune depuis 1793. Pour les communes de moins de 10 000 habitants, une enquête de recensement portant sur toute la population est réalisée tous les cinq ans, les populations de référence des années intermédiaires étant quant à elles estimées par interpolation ou extrapolation. Pour la commune, le premier recensement exhaustif entrant dans le cadre du nouveau dispositif a été réalisé en 2007.
En 2022, la commune comptait 156 habitants, en évolution de +1,3 % par rapport à 2016 (Orne : −3,21 %, France hors Mayotte : +2,11 %).
Dame-Marie a compté jusqu'à 468 habitants en 1821, mais les deux communes de Dame-Marie et Saint-Martin-du-Douet, fusionnées en 1812, totalisaient 672 habitants en 1800.
| 1793 | 1800 | 1806 | 1821 | 1836 | 1841 | 1846 | 1851 | 1856 |
| ---- | ---- | ---- | ---- | ---- | ---- | ---- | ---- | ---- |
| 431  | 424  | 468  | 756  | 702  | 724  | 722  | 704  | 703  |

| 1861 | 1866 | 1872 | 1876 | 1881 | 1886 | 1891 | 1896 | 1901 |
| ---- | ---- | ---- | ---- | ---- | ---- | ---- | ---- | ---- |
| 670  | 674  | 621  | 643  | 587  | 517  | 506  | 487  | 461  |

| 1906 | 1911 | 1921 | 1926 | 1931 | 1936 | 1946 | 1954 | 1962 |
| ---- | ---- | ---- | ---- | ---- | ---- | ---- | ---- | ---- |
| 418  | 408  | 299  | 322  | 309  | 294  | 292  | 284  | 289  |

| 1968 | 1975 | 1982 | 1990 | 1999 | 2006 | 2007 | 2012 | 2017 |
| ---- | ---- | ---- | ---- | ---- | ---- | ---- | ---- | ---- |
| 253  | 186  | 181  | 156  | 177  | 172  | 171  | 175  | 144  |

| 2022 | - | - | - | - | - | - | - | - |
| ---- | - | - | - | - | - | - | - | - |
| 156  | - | - | - | - | - | - | - | - |

| 1793 | 1800 | 1806 |
| ---- | ---- | ---- |
| 233  | 248  | 185  |

## Économie
Dame-Marie est une commune où l'activité économique est principalement agricole avec plusieurs fermes pratiquant la culture céréalière ainsi qu'un peu d'élevage (vaches laitières).
On trouve également quelques petites entreprises : de maçonnerie, de menuiserie, de réparation électrique ainsi qu'un négociant de bois.

## Lieux et monuments
- Château de Couesme, des XVIIIe et XIXe siècles, inscrit à l'Inventaire général du patrimoine culturel[30], et site inscrit en 1973[31],[Note 4].
- Château de la Renardière.
- Fontaine et Lavoir du XIXe siècle, inscrit à l'Inventaire général du patrimoine culturel[34].
- Ancien prieuré de bénédictins Notre-Dame, fondé en 1023 par Albert de la Ferté, inscrit à l'Inventaire général du patrimoine culturel[35], comprenant une porterie du XIVe siècle, inscrite au titre des monuments historiques en 1997[36] avec grange du XVIe siècle en équerre, l'église Notre-Dame des XIe, XVIe et XIXe siècles, et le logis (ancien) du prieur, aujourd'hui en partie détruit, et devenu salle communale.

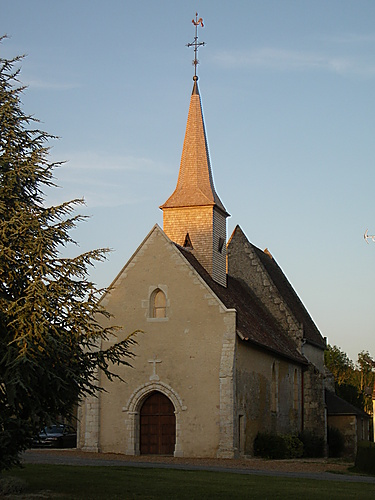
L'église Notre-Dame.
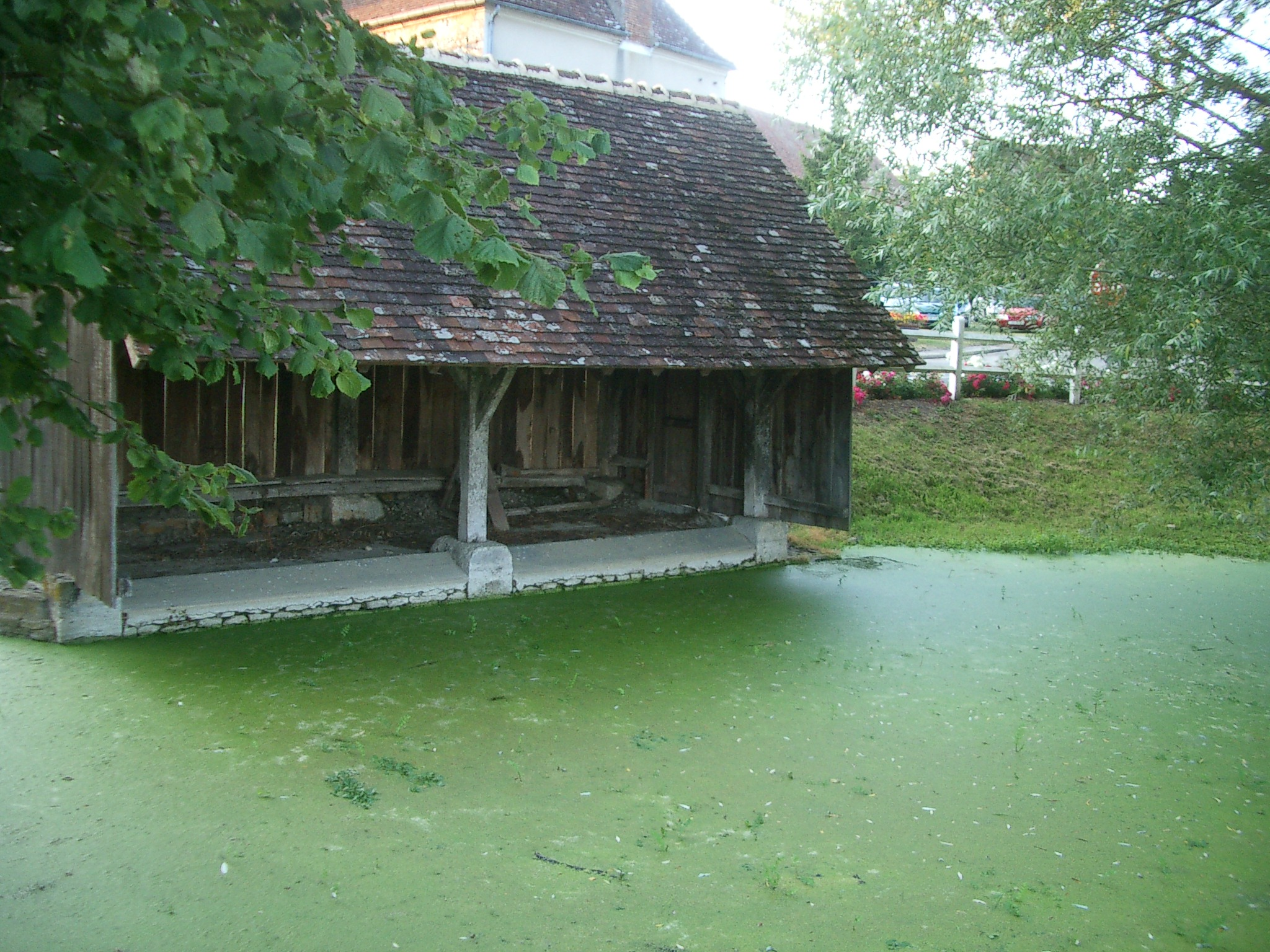
Le lavoir de Dame-Marie.
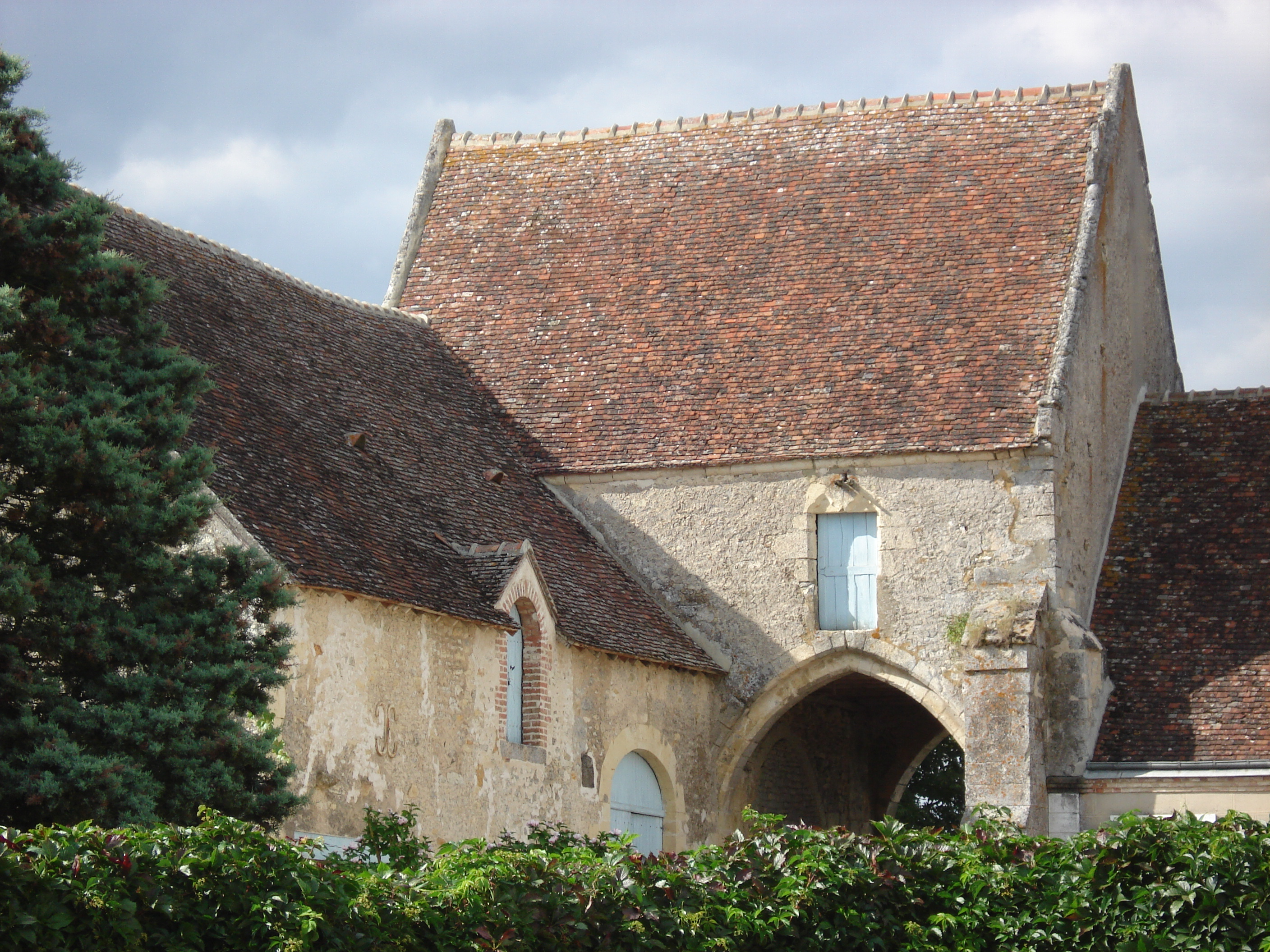
La porterie et la grange.

- L'église

Construite à l'époque romane en 1026, c'était un prieuré où vivaient quelques moines. L'église fut modifiée au XIXe siècle par l'implantation, à la place de l'ancien clocher « porté sur quatre poteaux au milieu de la nef », d'un clocher très affecté, par la suite, d'infiltrations d'eau. L'état alarmant du clocher a nécessité la restauration de l'église dans son contexte monastique et historique. Le projet a été mené par l'association Agir Ensemble pour la Restauration du Site prieural de Dame-Marie et soutenu par la direction régionale des Affaires culturelles, le FEOGA, la réserve parlementaire et la dotation globale d'équipement. Le projet de restauration a eu le label de la Fondation du patrimoine. La démolition du clocher débute en 2006, puis est remis l'ancien porche roman en façade et un clocher en bardeaux de châtaignier est reconstruit sur la nef. L'inauguration des travaux de restauration a eu lieu le 17 novembre 2007 en présence de nombreuses personnalités.

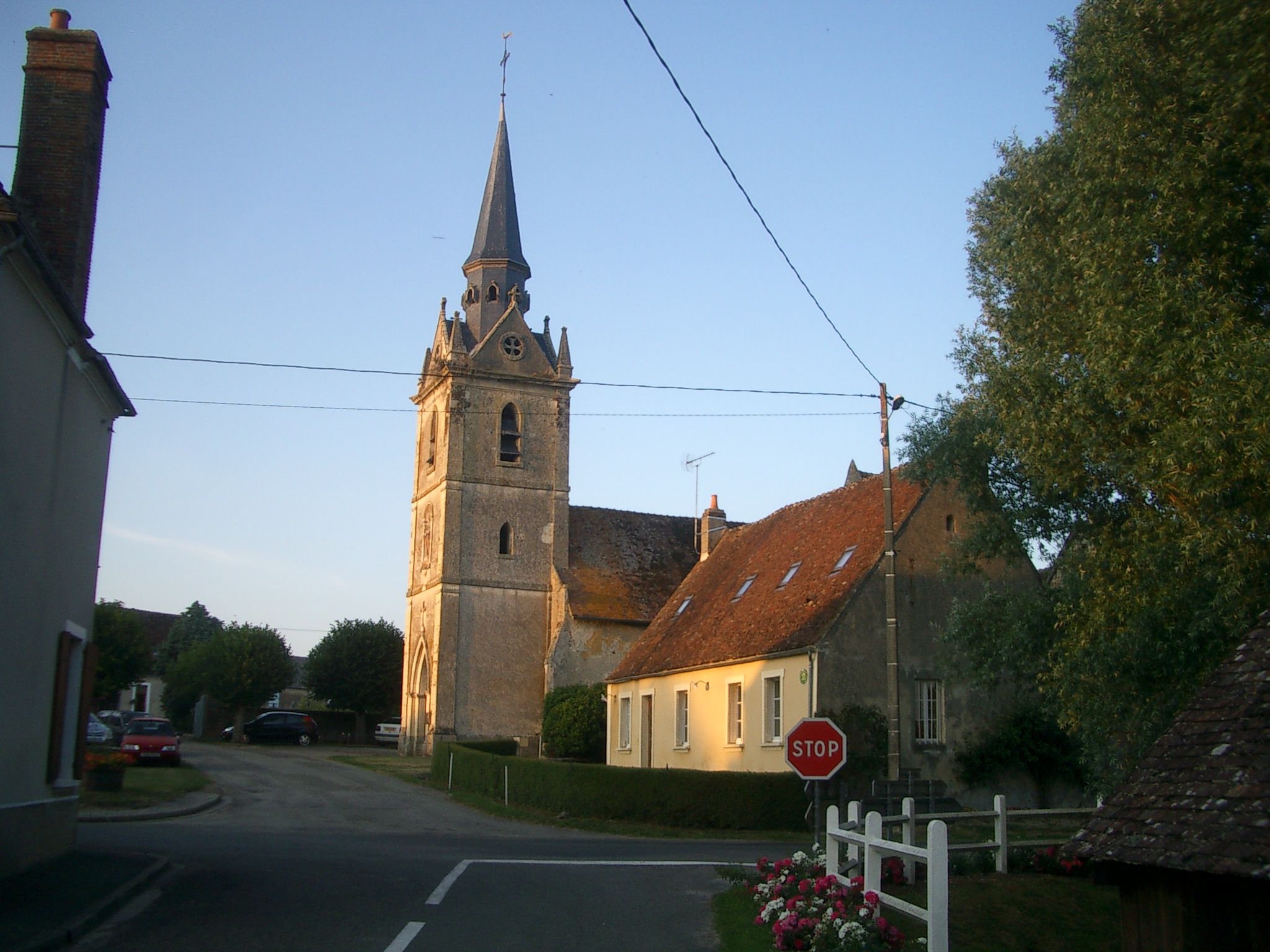
L'église de Dame-Marie en 2004.
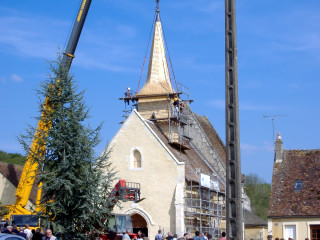
Pose du nouveau clocher le 4 mai 2006.
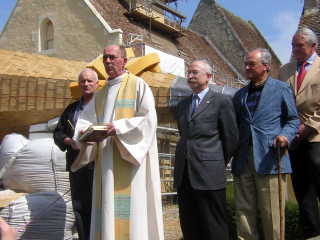
Bénédiction du clocher de l'église de Dame-Marie par le père Bizet.

À gauche du chœur de l'église, entre la chaire et la chapelle de la Vierge, figure une inscription de fondation de messes remontant au XVIe siècle, gravée et peinte en noir sur une pierre de grès blanc. Mutilée en plusieurs endroits, elle fut déchiffrée le 20 août 1951 par Émile Janier, qui en donna la transcription suivante en langage moderne :

« Ici devant repose vénérable et sage Maître Guillaume Le Camus, prêtre auparavant mari de Jeanne Marguerite Daverton, et seigneur de Haut et Petit Meulles... et (qui) par son testament passe possession du Bois Abellion à Belle..., l'avant-dernier jour d'octobre. (Il) a fondé à perpétuité une messe basse du Saint Sacrement, avec d'autres clauses contenues au dit testament, pour être dite ici (à l'église de Dame-Marie) chaque dimanche de l'année, immédiatement après la première messe paroissiale. En même temps, (il) a donné au trésor de l'église d'ici (de Dame-Marie) cinq sous de rente au jour de (la) Toussaint. Le tout (étant) assigné sur le lieu et terrain borné du dit Petit Meulles. Et (il a donné) dix sous de rente au curé, aux charges et c(ondi)-tions contenues au dit testament. Lequel (Guillaume Le Camus) trépassé le lundi dixième jour de novembre du dit an 1551. »

## Activité et manifestations
Trois associations sont répertoriées à Dame-Marie :
- Le comité des fêtes (président : Roland Ménager)
- Le Club de l'amitié des ainés ruraux, qui se réunit le dernier mercredi de chaque mois. En 2009, ce club compte 33 adhérents.
- Agir ensemble pour la restauration du site prieural de Dame-Marie, qui a largement contribué à la restauration de l'église de Dame-Marie.

Tous les 15 août se déroule la fête de Dame-Marie avec un vide-greniers ainsi que des grillades midi et soir.

## Personnalités liées à la commune
- Les seigneurs de Couesme : le château de Couesme se trouve sur la commune de Dame-Marie. Plusieurs seigneurs de Couesme prirent part aux croisades, l'un d'eux fut tué au siège d'Andrinople. Le château a été vendu après la Révolution à la famille Cohin de Bellême.
- Philippe Le Couturier, ancien garde de corps de Louis XVIII fit construire à la place d'un ancien manoir, le château de la Renardière à Dame-Marie.
- Roi Carol II de Roumanie : En 1926, Le roi Carol II de Roumanie s'exile en France et partage son temps entre Paris et le château de Couesme.
- Émile Janier (1909-1958), orientaliste et personnalité de la colonisation de l'Algérie, né à Dame-Marie de parents agriculteurs.